# Ron O'Neal
Ron O'Neal (Utica, 1º settembre 1937 – Los Angeles, 14 gennaio 2004) è stato un attore statunitense.

## Biografia
Crebbe in un quartiere operaio di Cleveland, Ohio, da Eunice ed Ernest O'Neal, ex musicista jazz. Ernest morì quando Ron aveva 16 anni. Sei mesi dopo suo fratello morì in un incidente. In seguito a queste tragedie, sua madre lavorò in un ospedale per sostenere la famiglia. Si diplomò alla Glenville High School e frequentò l'Università statale dell'Ohio, dove iniziò ad interessarsi alla recitazione dopo aver visto l'opera Finian's Rainbow. Entrò a far parte della compagnia Karamu House a Cleveland, lavorando con la più antica compagnia teatrale afroamericana degli Stati Uniti dal 1957 al 1964, periodo durante nella quale apparve in opere teatrali come Kiss Me, Kate, Un tram che si chiama Desiderio e A Raisin in the Sun. Nel 1964, andò a New York, tenendo corsi di recitazione all'Harlem Youth Arts Program e apparendo in opere teatrali Off-Broadway.
Nel 1969, apparve nello spettacolo teatrale di Broadway Ceremonies in Dark Old Men. Lo stesso anno, recitò nell'opera teatrale di Charles Gordone, vincitrice del Premio Pulitzer, No Place to be Somebody, vincendo un Obie Award e altri premi.
Nel 1975, recitò a Broadway, in All Over Town, sotto la regia di Dustin Hoffman. Negli anni settanta apparve anche in opere shakespeariane, tra cui Otello, Macbeth e La bisbetica domata.
Morì a Los Angeles il 14 gennaio 2004, a causa di un cancro al pancreas di cui soffriva da quattro anni.

## Filmografia parziale

### Cinema
- L'organizzazione sfida l'ispettore Tibbs (The Organization), regia di Don Medford (1971)
- Super Fly, regia di Gordon Parks Jr (1972)
- Il giorno del grande massacro (The Master Gunfighter), regia di Thomas Laughlin (1975)
- La polvere degli angeli (A Force of One), regia di Paul Aaron (1979)
- Quando chiama uno sconosciuto (When a Stranger Calls), regia di Fred Walton (1979)
- Countdown dimensione zero (The Final Countdown), regia di Don Taylor (1980)
- Uragano di fuoco (St. Helens), regia di Ernest Pintoff (1981)
- Alba rossa (Red Dawn), regia di John Milius (1984)
- Quando l'estate muore (As Summers Die), regia di Jean-Claude Tramont (1986)
- Un eroe per il terrore (Hero and the Terror), regia di William Tannen (1988)
- Giocattoli assassini - Scontro finale (Puppet Master 5: The Final Chapter), regia di Jeff Burr (1994)
- Sfida finale (Original Gangstas), regia di Larry Cohen (1996)
- On the Edge, regia di Fred Williamson (2002)

### Televisione
- L'uomo di Singapore (Bring 'Em Back Alive) – serie TV, 17 episodi (1982-1983)
- Supercar (Knight Rider) – serie TV, episodio 4x04 (1985)
- Un giustiziere a New York (The Equalizer) – serie TV, 7 episodi (1985)
- La signora in giallo (Murder, She Wrote) – serie TV, episodio 5x01 (1988)
- Tutti al college (A Different World) – serie TV, 5 episodi (1988-1992)

## Doppiatori italiani
Nelle versioni in italiano delle opere in cui ha recitato, Ron O'Neal è stato doppiato da:
- Michele Gammino in Quando chiama uno sconosciuto
- Luciano De Ambrosis in Countdown dimensione zero
- Raffaele Uzzi in Alba rossa
- Carlo Valli in La signora in giallo
- Antonio Sanna in On the Edge